# Leila Sobral
Leila de Souza Sobral Freitas -más conocida como Leila Sobral o simplemente Leila- (São Paulo, 22 de noviembre de 1974) es una ex-jugadora brasileña de baloncesto que ocupaba la posición de alero/pívot.
Fue parte de la Selección femenina de baloncesto de Brasil con la que alcanzó la medalla de plata en los Juegos Olímpicos de Atlanta 1996. En el ámbito no olímpico, junto al seleccionado brasileño ganó la medalla de oro en el Campeonato Mundial de Baloncesto femenino en Australia 1994; además, fue campeona del Campeonato Sudamericano de Baloncesto adulto realizado de Bolivia en 1993, Brasil en 1995 y Chile en 1997.
Es una de las pocas baloncestistas brasileñas que ha participado en la Women's National Basketball Association al defender la camiseta de los Washington Mystics.

## Estadísticas en competencias FIBA
| Año            | Competencia                                          | PPJ  | RPJ | APJ |
| -------------- | ---------------------------------------------------- | ---- | --- | --- |
| 2004           | Juegos Olímpicos                                     | 3.7  | 3   | 1.4 |
| 2004           | Torneo femenino FIBA Diamond Ball                    | 6.3  | 3   | 0.7 |
| 2003           | Torneo panamericano clasificatorio olímpico femenino | 8.2  | 5.2 | 1.8 |
| 1998           | Campeonato Mundial de Baloncesto femenino            | 11.9 | 7.6 | 2.3 |
| 1996           | Juegos Olímpicos                                     | 8    | 5.6 | 1.5 |
| 1994           | Campeonato Mundial de Baloncesto femenino            | 8    | 4.2 | 0.6 |
| 1993           | Campeonato Mundial de Baloncesto femenino junior     | 10   | —   | —   |
| Promedio total | Promedio total                                       | 8    | 4.1 | 1.2 |
| Fuente: FIBA.  |                                                      |      |     |     |